# Gaiziņkalns
De Gaiziņkalns is de hoogste top in Letland met een hoogte van 312 m en bevindt zich ten westen van de Letse stad Madona, in de gelijknamige gemeente.

## Toerisme
De Gaiziņkalns heeft op vlak van toerisme niet zo veel te bieden. In de winter is de omgeving wel een skioord.
Om het hoogste punt van Estland (318 m) te overtroeven, bouwde men een uitzichttoren. Deze is echter nooit afgewerkt geraakt en is nu omwille van de veiligheid gesloten voor publiek.